# Paul Jacoby
Paul Jacoby (* 11. Juli 1844 in Törten, Herzogtum Anhalt-Dessau; † 2. Juli 1899 in Dresden) war ein deutscher Landschafts- und Genremaler.

## Leben
Jacoby studierte unter Ludwig Richter an der Kunstakademie Dresden. 1863 bis 1864/1865 war er in der Landschafterklasse von Oswald Achenbach an der Kunstakademie Düsseldorf eingeschrieben. Später studierte er in München. Zwischen 1874 und 1891 stellte er mehrmals in Berlin aus. 1881 ließ er sich in Dresden nieder. Dort gehörte Jacoby zu den frühesten Vertretern der sogenannten modernen Richtung der neugegründeten Sezession. 1899 war er auf der Deutschen Kunst-Ausstellung Dresden vertreten. Bilder von ihm gelangten in die Dresdner Gemälde-Galerie.